# Харт, Джесси
Джесси Харт (англ. Jesse Hart; род. 26 июня 1989, Филадельфия, Пенсильвания) — американский боксёр-профессионал, выступающий во второй средней и в полутяжёлой весовых категориях. Чемпион (2011) и трёхкратный серебряный призёр (2009, 2010, 2012) чемпионата США, победитель турнира «Золотые перчатки» (2011) в любителях. Бывший претендент на титул чемпиона мира во 2-м среднем весе.

## Биография
Родился 26 июня 1989 года в Филадельфии. Отец Джесси, Юджин Харт, был профессиональным боксёром. Он стал тренером своего сына.

## Любительская карьера

### Золотые перчатки2006
Выступал в средней весовой категории (до 75 кг). В 1/16 финала победил Чингиза Сулейманова. В 1/8 финала проиграл Эдвину Родригесу.

### Золотые перчатки2007
Выступал в средней весовой категории (до 75 кг). В 1/16 финала проиграл Степану Зейтуняну.

### Чемпионат США[англ.]2008
Выступал в средней весовой категории (до 75 кг). В 1/16 финала победил Андре Пенна. В 1/8 финала победил Рамона Валенсуэлу. В четвертьфинале проиграл Шону Портеру.

### Золотые перчатки2008
Выступал в средней весовой категории (до 75 кг). В 1/16 финала победил Мэнни Томпсона. В 1/8 финала проиграл Денису Дуглину.

### Чемпионат США[англ.]2009
Выступал в средней весовой категории (до 75 кг). В 1/8 финала победил Луиса Ариаса. В четвертьфинале победил Хесуса Корреа. В полуфинале победил Расселла Ламура. В финале проиграл Терреллу Гауше.

### Чемпионат США[англ.]2010
Выступал в средней весовой категории (до 75 кг). В 1/16 финала победил Дэвида Отиса. В 1/8 финала победил Джулиуса Батлера. В четвертьфинале победил Аарона Коли. В полуфинале победил Дакуана Арнетта. В финале проиграл Луису Ариасу.

### Золотые перчатки2011
Выступал в средней весовой категории (до 75 кг). В 1/16 финала победил Энтони Бейли. В 1/8 финала победил Энтони Кэмпбелла. В четвертьфинале победил Леандре Уайта. В полуфинале победил Антуана Дугласа. В финале победил Дакуана Арнетта.

### Чемпионат США[англ.]2011
Выступал в полутяжёлой весовой категории (до 81 кг). В 1/8 финала победил Адама Уиллиса. В четвертьфинале победил Маркиса Уэстона. В полуфинале победил Сиджу Шабазза. В финале победил Джерри Одома.

### Чемпионат мира 2011
Выступал в средней весовой категории (до 75 кг). В 1/32 финала победил катарца Хузама Набаа. В 1/16 финала победил таджикистанца Собира Назарова. В 1/8 финала проиграл казахстанцу Данабеку Сужанову.

### Чемпионат США[англ.]2012
Выступал в средней весовой категории (до 75 кг). В 1/32 финала победил Джона Магбу. В 1/16 финала победил Димитриуса Балларда. В 1/8 финала победил Уэсли Такера. В четвертьфинале победил Расселла Гаскинса. В полуфинале победил Айзека Кардону. В финале проиграл Терреллу Гауше.

## Профессиональная карьера
В апреле 2012 года подписал контракт с промоутерской компанией Top Rank Promotions.
Дебютировал на профессиональном ринге 9 июня 2012 года, одержав победу техническим нокаутом в 1-м раунде.

### Чемпионский бой сХильберто Рамиресом
Летом 2017 года стало известно, что 22 сентября Харт встретится с чемпионом мира во 2-м среднем весе по версии WBO не имеющим поражений мексиканцем Хильберто Рамиресом. Поединок продлился все 12 раундов. Судьи единогласно отдали победу Рамиресу.

### Второй бой с Хильберто Рамиресом
14 декабря 2018 года во второй раз встретился с Рамиресом. Снова проиграл по очкам в близком бою.
11 января 2020 года проиграл по очкам бывшему претенденту на титул чемпиона мира в полутяжёлом весе американцу Джо Смиту-младшему.

## Статистика боёв
В таблице перечислены результаты всех поединков боксёров.
В каждой строке указан результат поединка. Дополнительно номер поединка обозначен цветом, который обозначает итог поединка. Расшифровка обозначений и цветов представлена в нижеследующей таблице.
| Пример | Расшифровка                     |
| ------ | ------------------------------- |
|        | Победа                          |
|        | Ничья                           |
|        | Поражение                       |
|        | Планируемый поединок            |
|        | Поединок признан несостоявшимся |
| КО     | Нокаут                          |
| ТКО    | Технический нокаут              |
| PTS    | Решение судей (по очкам)        |
| UD     | Единогласное решение судей      |
| MD     | Решение большинства судей       |
| SD     | Раздельное решение судей        |
| RTD    | Отказ от продолжения боя        |
| DQ     | Дисквалификация                 |
| NC     | Поединок признан несостоявшимся |

| Бой | Дата             | Соперник                       | Место проведения                                                 | Результат | Примечание |
| --- | ---------------- | ------------------------------ | ---------------------------------------------------------------- | --------- | --- |
| 34  | 27 апреля 2024   | Дэниел Адуку (15-4-1)          | Liacouras Center, Филадельфия, Пенсильвания, США                 | TKO5 (8)  | |
| 33  | 8 декабря 2023   | Хейсонн Минда (14-7-1)         | Wind Creek Events Center, Бетлехем, Пенсильвания, США            | TKO3 (10) | |
| 32  | 12 августа 2023  | Элио Эральдо Троч (15-10-2)    | MGM National Harbor, Оксон-Хилл, Мэриленд, США                   | TKO2 (10) | |
| 31  | 11 декабря 2021  | Дэвид Мюррей (10-2-1)          | 2300 Arena, Филадельфия, Пенсильвания, США                       | TKO3 (8)  | |
| 30  | 17 сентября 2021 | Майк Гай (12-6-1)              | 2300 Arena, Филадельфия, Пенсильвания, США                       | UD8 (8)   | Счёт: 80-72 и 79-73 (дважды). |
| 29  | 11 января 2020   | Джо Смит мл. (24-3)            | Hard Rock Hotel and Casino, Атлантик-Сити, Нью-Джерси, США       | SD10 (10) | Бой за титул чемпиона по версии WBO NABO в полутяжёлом весе. Счёт: 92-97, 95-94, 91-98. Харт в нокдауне в 7-м раунде.                                |
| 28  | 15 июня 2019     | Салливан Баррера (22-2)        | MGM Grand, Лас-Вегас, Невада, США                                | UD10 (10) | Бой в полутяжёлом весе. Счёт: 99-90, 96-93, 97-92.                                                                                                   |
| 27  | 14 декабря 2018  | Хильберто Рамирес (2) (38-0-0) | American Bank Center, Корпус-Кристи, Техас, США                  | MD12 (12) | Счёт: 114-114 и 113-115 (дважды). Бой за титул чемпиона мира по версии WBO (5-я защита Рамиреса) во 2-м среднем весе.                                |
| 26  | 18 августа 2018  | Майк Гавронски (24-2-1)        | Ocean Resort Casino, Атлантик-Сити, Нью-Джерси, США              | TKO3 (10) | Титул NABF (1-я защита Харта) во 2-м среднем весе. Гавронски два раза в нокдауне в 3-м раунде.                                                       |
| 25  | 28 апреля 2018   | Демонд Николсон (18-2-1)       | Liacouras Center, Филадельфия, Пенсильвания, США                 | TKO7 (10) | Вакантный титул NABF во 2-м среднем весе. Николсон два раза в нокдауне в 3-м раунде и один раз в 7-м раунде.                                         |
| 24  | 3 февраля 2018   | Томас Авимбоно (25-7-1)        | Bank of America Center, Корпус-Кристи, Техас, США                | KO1 (10)  | |
| 23  | 22 сентября 2017 | Хильберто Рамирес (35-0-0)     | Convention Center, Тусон, Аризона, США                           | UD12 (12) | Счёт: 113-114 и 112-115 (дважды). Бой за титул чемпиона мира по версии WBO (2-я защита Рамиреса) во 2-м среднем весе. Харт в нокдауне во 2-м раунде. |
| 22  | 8 апреля 2017    | Алан Кампа (16-2-0)            | MGM National Harbor, Оксон-Хилл, Мэриленд, США                   | TKO5 (10) | Титулы WBO NABO (4-я защита Харта) и USBA (4-я защита Харта) во 2-м среднем весе.                                                                    |
| 21  | 4 ноября 2016    | Эндрю Эрнандес (16-4-1)        | Treasure Island Casino, Лас-Вегас, Невада, США                   | TKO3 (10) | Титулы WBO NABO (3-я защита Харта) и USBA (3-я защита Харта) во 2-м среднем весе. Эрнандес в нокдауне в 1-м раунде.                                  |
| 20  | 18 марта 2016    | Дашон Джонсон (19-18-3)        | 2300 Arena, Филадельфия, Пенсильвания, США                       | UD10 (10) | Титулы WBO NABO (2-я защита Харта) и USBA (2-я защита Харта) во 2-м среднем весе. Харт в нокдауне в 10-м раунде. Счёт: 98-91, 97-92, 95-94.          |
| 19  | 12 декабря 2015  | Эндрик Саралегуи (8-3-0)       | Convention Center, Тусон, Аризона, США                           | TKO1 (8)  | |
| 18  | 11 сентября 2015 | Аарон Прайор-младший (19-8-1)  | Cosmopolitan of Las Vegas, Лас-Вегас, Невада, США                | TKO9 (10) | Титулы WBO NABO (1-я защита Харта) и USBA (1-я защита Харта) во 2-м среднем весе.                                                                    |
| 17  | 2 мая 2015       | Майк Хименес (17-0-0)          | MGM Grand Garden Arena, Лас-Вегас, Невада, США                   | TKO6 (10) | Титул NABF Junior во 2-м среднем весе (1-я защита Харта). Вакантные титулы WBO NABO и USBA во 2-м среднем весе.                                      |
| 16  | 13 декабря 2014  | Самюэль Миллер (28-9-0)        | 2300 Arena, Филадельфия, Пенсильвания, США                       | TKO2 (8)  | |
| 15  | 4 октября 2014   | Роберто Хосе Асеведо (8-2-0)   | Bally’s Event Center, Атлантик-Сити, Нью-Джерси, США             | KO4 (8)   | |
| 14  | 14 июня 2014     | Дион Севейдж (12-5-0)          | Бэллис, Атлантик-Сити, Нью-Джерси, США                           | TKO6 (8)  | Севейдж в нокдауне в 1-м, 3-м и 6-м раундах. |
| 13  | 11 апреля 2014   | Самюэль Кларксон (10-2-0)      | Мандалай-Бэй, Лас-Вегас, Невада, США                             | UD8 (8)   | Вакантный титул NABF Junior во 2-м среднем весе. Кларксон два раза в нокдауне в 4-м раунде. Счёт: 80-70 (все).                                       |
| 12  | 25 января 2014   | Деррик Финдли (20-11-1)        | Madison Square Garden Theater, Нью-Йорк, штат Нью-Йорк, США      | UD6 (6)   | Счёт: 60-54 (все). |
| 11  | 7 декабря 2013   | Тайрелл Хендрикс (10-2-2)      | Boardwalk Hall, Атлантик-Сити, Нью-Джерси, США                   | TKO1 (6)  | |
| 10  | 28 сентября 2013 | Терренс Уилсон (6-7-0)         | Bally’s Event Center, Атлантик-Сити, Нью-Джерси, США             | KO1 (6)   | |
| 9   | 10 августа 2013  | Стивен Тинер (3-11-2)          | Sands Bethlehem Event Center, Бетлехем, Пенсильвания, США        | TKO1 (4)  | |
| 8   | 12 июля 2013     | Эдди Хантер (8-8-2)            | Texas Station Casino, Лас-Вегас, Невада, США                     | TKO2 (6)  | Хантер в нокдауне в 1-м и во 2-м раундах. |
| 7   | 1 июня 2013      | Томас Тёрнер (3-3-0)           | Bally’s Event Center, Атлантик-Сити, Нью-Джерси, США             | TKO1 (6)  | |
| 6   | 13 апреля 2013   | Марлон Фарр (2-2-0)            | Радио-сити-мьюзик-холл, Нью-Йорк, штат Нью-Йорк, США             | TKO3 (6)  | Фарр в нокдауне. |
| 5   | 8 декабря 2012   | Стивен Тинер (3-8-2)           | Temple University McGonigle Hall, Филадельфия, Пенсильвания, США | UD4 (4)   | Тинер в нокдауне в 1-м раунде. Счёт: 40-34 и 40-35 (дважды).                                                                                         |
| 4   | 10 ноября 2012   | Джошуа Мейерс (1-0-0)          | Wynn Resort, Лас-Вегас, Невада, США                              | TKO3 (4)  | |
| 3   | 14 сентября 2012 | Лекан Байфилд (2-1-1)          | Harrah's Philadelphia, Честер, Пенсильвания, США                 | KO1 (4)   | |
| 2   | 7 июля 2012      | Стивен Чедвик (0-3-0)          | Бэллис, Атлантик-Сити, Нью-Джерси, США                           | TKO1 (4)  | |
| 1   | 9 июня 2012      | Мануэль Истман (0-1-0)         | MGM Grand Garden Arena, Лас-Вегас, Невада, США                   | TKO1 (4)  | |
| Бой | Дата             | Соперник                       | Место проведения                                                 | Результат | Примечание |

## Титулы и достижения

### Любительские
- 2009. Серебряный призёр чемпионата США в среднем весе (до 75 кг).
- 2010. Серебряный призёр чемпионата США в среднем весе (до 75 кг).
- 2011. Победитель турнира «Золотые перчатки» в среднем весе (до 75 кг).
- 2011. Чемпион США в полутяжёлом весе (до 81 кг).
- 2012. Серебряный призёр чемпионата США в среднем весе (до 75 кг).

### Профессиональные

#### Региональные
- Титул NABF Junior во 2-м среднем весе (2014—2017).
- Титул WBO NABO во 2-м среднем весе (2015—2017).
- Титул USBA во 2-м среднем весе (2015—2017).
- Титул NABF во 2-м среднем весе (2018—2019).